# سلاکجان (کلاچای)
سلاکجان ، .سلاکجان روستایی ست  از توابع بخش کلاچای شهرستان رودسر در استان گیلان ایران است. روستای سلاکجان در فاصله حدود ۸ کیلومتری جنوب شهر کلاچای قرار دارد. مسیر دسترسی به روستای سلاکجان از طریق شهر واجارگاه است. فاصله شهر واجارگاه تا شهر کلاچای ۵ کیلومتر و فاصله روستای سلاکجان تا شهر واجارگاه ۳ کیلومتر است. از واجارگاه که به سمت جنوب غربی خارج می‌شویم، به ترتیب از محله‌های اسلام‌آباد، لاته یا لاتک و بیجارپشته عبور می‌کنیم و سپس به روستای سلاکجان می‌رسیم .این روستا دارای هوای بسیار خوب و دلنشین است که در تابستان گرم است در زمستان برفی این رو ستا دارای هوای معتدلیست .سلاکجان دارای: زمین ورزشی،باغات مرکبات،کارخانجات چای،باغات بزرگ چای، و آبشار زیبایی به نام سیاهلم میباشد.

## جمعیت
این روستا در دهستان بی‌بالان قرار دارد و براساس سرشماری مرکز آمار ایران در سال ۱۳۸۵، جمعیت آن ۱۰۱ نفر (۲۹خانوار) بوده‌است.